# Каннон-Сити (тауншип, Миннесота)
Каннон-Сити (англ. Cannon City) — тауншип в округе Райс, Миннесота, США. На 2000 год его население составило 1212 человек.

## География
По данным Бюро переписи населения США площадь тауншипа составляет 79,8 км², из которых 79,4 км² занимает суша, а 0,4 км² — вода (0,55 %).

## Демография
По данным переписи населения 2000 года здесь находились 1212 человек, 419 домохозяйств и 333 семьи.  Плотность населения —  15,3 чел./км².  На территории тауншипа расположено 429 построек со средней плотностью 5,4 построек на один квадратный километр. Расовый состав населения: 98,76 % белых, 0,17 % азиатов, 0,08 % c Тихоокеанских островов, 0,58 % — других рас США и 0,41 % приходится на две или более других рас. Испанцы или латиноамериканцы любой расы составляли 1,32 % от популяции тауншипа.
Из 419 домохозяйств в 40,8 % воспитывались дети до 18 лет, в 70,6 % проживали супружеские пары, в 4,5 % проживали незамужние женщины и в 20,3 % домохозяйств проживали несемейные люди. 16,5 % домохозяйств состояли из одного человека, при том 6,0 % из — одиноких пожилых людей старше 65 лет. Средний размер домохозяйства — 2,88, а семьи — 3,23 человека.
30,4 % населения младше 18 лет, 6,6 % в возрасте от 18 до 24 лет, 30,4 % от 25 до 44, 22,6 % от 45 до 64 и 10,1 % старше 65 лет. Средний возраст — 36 лет. На каждые 100 женщин приходилось 102,7 мужчин.  На каждые 100 женщин старше 18 приходилось 104,9 мужчин.
Средний годовой доход домохозяйства составлял 55 682 доллара, а средний годовой доход семьи —  60 179 долларов. Средний доход мужчин —  36 544  доллара, в то время как у женщин — 28 654. Доход на душу населения составил 20 756 долларов. За чертой бедности находились 3,7 % семей и 3,3 % всего населения тауншипа, из которых 1,9 % младше 18 и 2,7 % старше 65 лет.